# Nikolauskirche (Schäftersheim)

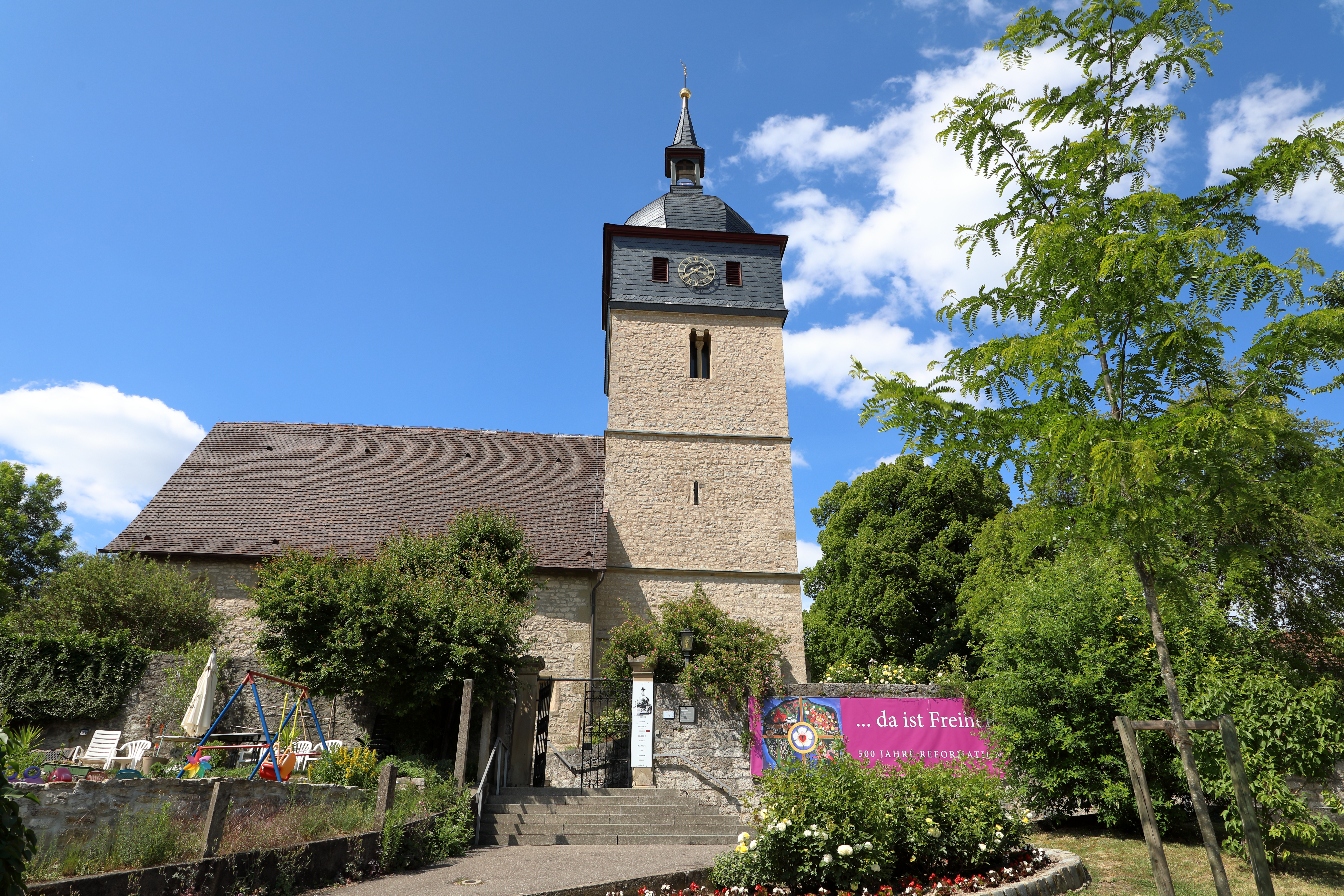
Nikolauskirche in Schäftersheim

Die Nikolauskirche ist die Pfarrkirche von Schäftersheim, einem Stadtteil von Weikersheim im Main-Tauber-Kreis in Baden-Württemberg. Das Bauwerk ist beim Landesamt für Denkmalpflege Baden-Württemberg als Baudenkmal eingetragen. Die Kirche gehört zur Verbundkirchengemeinde Schäftersheim-Elpersheim-Markelsheim-Nassau im Kirchenbezirk Weikersheim der Evangelischen Landeskirche in Württemberg.

## Beschreibung

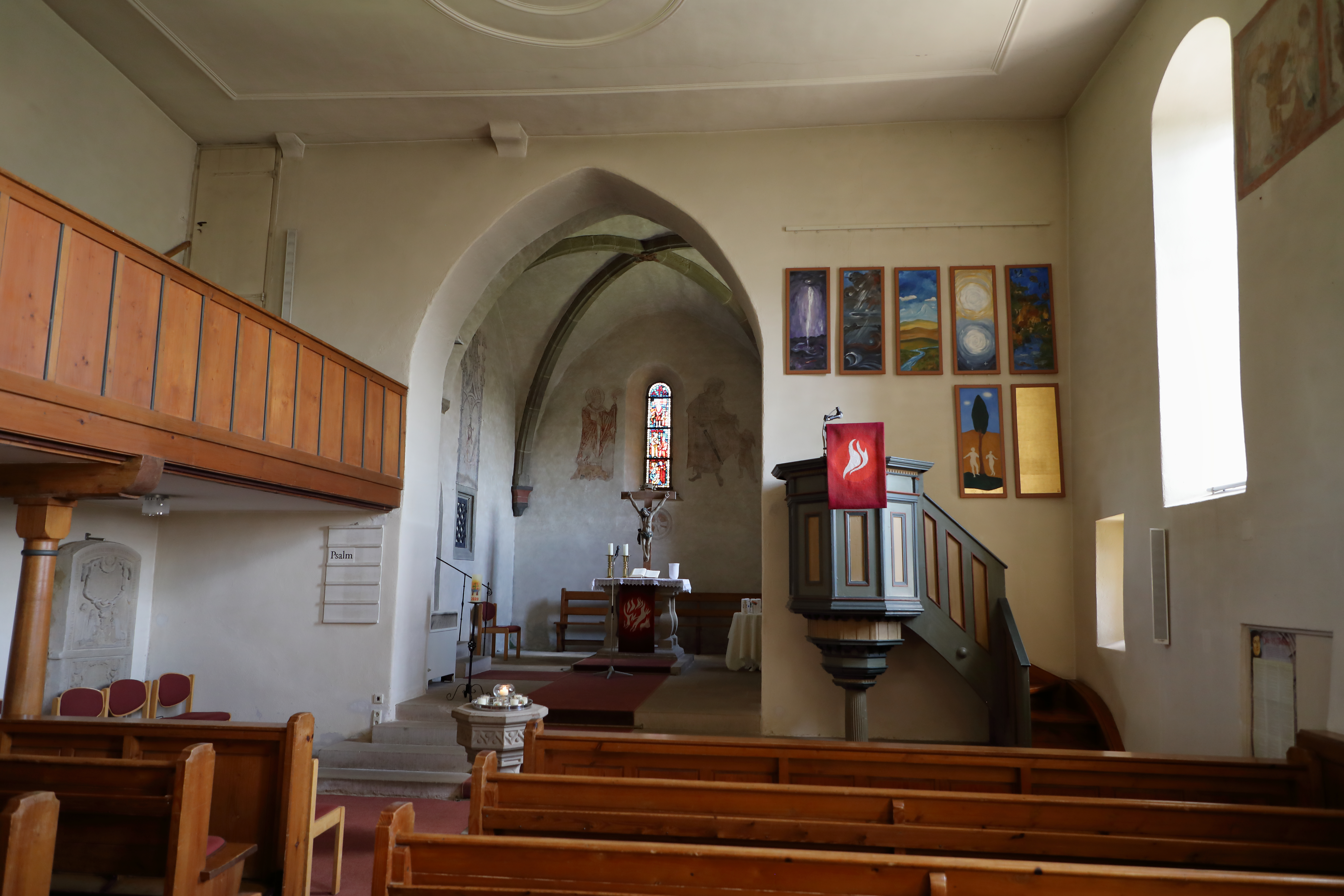
Blick zum Chor

Die spätromanische, später umgebaute Saalkirche besteht aus einem Langhaus und einem Chorturm im Osten aus Bruchsteinen. Der Chorturm wurde später mit einem schiefergedeckten Geschoss für die Turmuhr und den Glockenstuhl aufgestockt und mit einer Zwiebelhaube bedeckt, die von einer Laterne gekrönt wird.
Im Innenraum des Chors, also im Erdgeschoss des Chorturms, befinden sich frühgotische Wandmalereien, auf denen der heilige Nikolaus und der heilige Martin dargestellt sind. Auf der Südwand im Innenraum des Langhauses befindet sich ein spätgotischer Bilderzyklus.